# Pegnjoni sinbu
A Pegnjoni sinbu (hangul: 백년의 신부, RR: Baegnyeonui sinbu), angol címén Bride of the Century, 2014-ben bemutatott dél-koreai romantikus fantasy-dráma, melyet a TV Chosun adó tűzött műsorra február 22-én. A 16 részes sorozat főszereplője Jang Dzsinszong (Yang Jin-sung) és az F.T. Island együttes énekese, I Honggi (Lee Hong-gi).

## Történet
Korea legnagyobb csebol vállalkozását, a Taeyang Groupot vezető Cshö (Choi) családot évszázados átok sújtja: az elsőszülött fiú első felesége mindig rejtélyes körülmények között meghal. A cselédek azt suttogják, egy asszony szelleme ragadja magával az első feleséget bosszúból. Cshö Kangdzsu (Choi Kang-ju), a konglomerátum örököse épp nősülni készül, családja a törtető és rideg Csang Jigjongot (Jang Yi-gyeongot) választja számára feleségül. Nem sokkal az esküvő előtt a lány egy üzenetet hátra hagyva elszökik. Pénzéhes anyja és a családi vállalkozás sorsa miatt aggódó bátyja, Jihjon (Yi-hyun) nem hétköznapi lépésre szánja el magát: felbérelik a pénzűkében lévő Na Durim (Na Doo-rim)ot, hogy játssza el a lány szerepét. Durim (Doo-rim)mal véletlenül ismerkedik meg Jihjon (Yi-hyun), és megdöbben a két lány elképesztő külső hasonlóságán. Durim (Doo-rim)nak nagyon kell a pénz, így belemegy, hogy amíg megtalálják Jigjong (Yi-gyeong)ot, eljátssza a szerepét. Csakhogy Durim (Doo-rim) Jigjong (Yi-gyeong)gal ellentétben egy sugárzóan kedves, vidám, jó természetű és igazságszerető lány, akit azonnal szívébe zár Kangdzsu (Kang-ju) apja és házának cselédsége is. A rideg, távolságtartó és napjait robotként élő Kangdzsu (Kang-ju) maga is lassanként a lány varázsa alá kerül. Durim (Doo-rim)nak ellenfele is akad a szép és orrát magasan hordó I Rumi (Lee Roo-mi) személyében, aki mindent megtesz, hogy meghiúsítsa a házasságot. A menyasszony és a vőlegény anyja is mesterkedik a háttérben, mindkettő más-más indokkal, s a történéseket egy szellem is befolyásolja.

## Szereplők
- Jang Dzsinszong (양진성, Yang Jin-sung) mint Na Durim / Csang Jigjong (Na Doo-rim / Jang Yi-gyeong)
- I Honggi (이홍기, Lee Hong-gi) mint Cshö Kangdzsu (Choi Kang-ju)
- Szong Hjok (성혁, Seong Hyeok) mint Csang Jihjon (Jang Yi-hyun), Jigjong (Yi-gyeong) bátyja
- Csang Ajong (장아영, Jang Ah-yeong) mint I Rumi (Lee Roo-mi), Kangdzsu (Kang-ju) munkatársa